# 阿里加爾運動
阿里格爾運動，是19世紀下半葉英屬印度穆斯林推動建立現代教育體系的改革運動。
該運動的名稱源於以下事實：它起源位於印度北部的阿里格爾市，尤其是在1875年成立穆罕默德-盎格魯東方學院的時候。東方學院以及由此產生的其他教育機構的創始人是賽義德·艾哈邁德·汗爵士。他成為更廣泛的阿里格爾運動的領導者。

## 教育
阿里格爾穆斯林大學是該運動的創造者。與19世紀其他強大但適應性較差的運動相比，阿里格爾運動對印度社會，特別是對穆斯林社會產生了深遠的影響。它在很大程度上影響了許多其他當代運動，也為印度穆斯林的政治解放做出了重要而持久的貢獻。
阿里格爾運動在烏爾都語文學中引入了新趨勢。賽義德·艾哈邁德·汗爵士爵士和他的同僚放棄了古老的烏爾都語寫作風格，並開創了一種簡單的風格，以幫助穆斯林了解該運動的主要目的。